# Gloster Survey
El Gloster AS.31 Survey fue un biplano de fotorreconocimiento británico de la década de 1920, desarrollado por la Gloster Aircraft Company a partir del proyecto de diseño De Havilland DH.67.

## Diseño y desarrollo

### Antecedentes
En 1926, la Aircraft Operating Company, contratista oficial de la Ordnance Survey británica para trabajos de reconocimiento aéreo en el extranjero, necesitaba un reemplazo para los Airco DH.9 convertidos que formaban la mayor parte de su flota.
Los requisitos incluían máxima fiabilidad, construcción totalmente metálica para que pudiera operar en los trópicos o en el Ártico y preferencia de que pudiera desmontarse en partes para su transporte. Debería poder mantener la altura a 9000 pies con un solo motor y a plena carga.
Se contactó con la De Havilland Aircraft Company, que preparó un diseño de un biplano bimotor de construcción metálica, parecido a una versión más pequeña del De Havilland Hercules para cubrir la especificación, designado De Havilland DH.67. Sin embargo, De Havilland estaba ocupada con la producción del Hercules y del DH.60 Moth, y en noviembre de 1928 transfirió el proyecto a la Gloster Aircraft Company.
El requisito del cliente era una aeronave que pudiera convertirse en hidroavión y ser capaz de inspeccionar grandes áreas mientras operaba desde una única base. Bajo la dirección de Folland, Gloster rediseñó integralmente el avión con cambios en todas las dimensiones y con sus propios métodos de construcción; el avión resultante fue designado como Gloster AS.31 Survey.

### Diseño
El Gloster Survey era un biplano bimotor con tren de aterrizaje convencional y cabina abierta para dos pilotos, mientras que en la cabina cerrada se podía acomodar un operador de cámara y una cámara de reconocimiento. Toda la parte delantera del piso del avión fue acristalada para poder instalar tres cámaras.
Estaba propulsado por dos motores Bristol Jupiter XI de 392 kW (525 hp), montados en la parte superior de cada ala inferior. En el diseño se previó la posibilidad de utilizar motores alternativos, incluidos el Armstrong Siddeley Jaguar, el Pratt & Whitney Hornet, el Lorraine-Dietrich 14Asc y el Wright Cyclone.

## Historia operacional

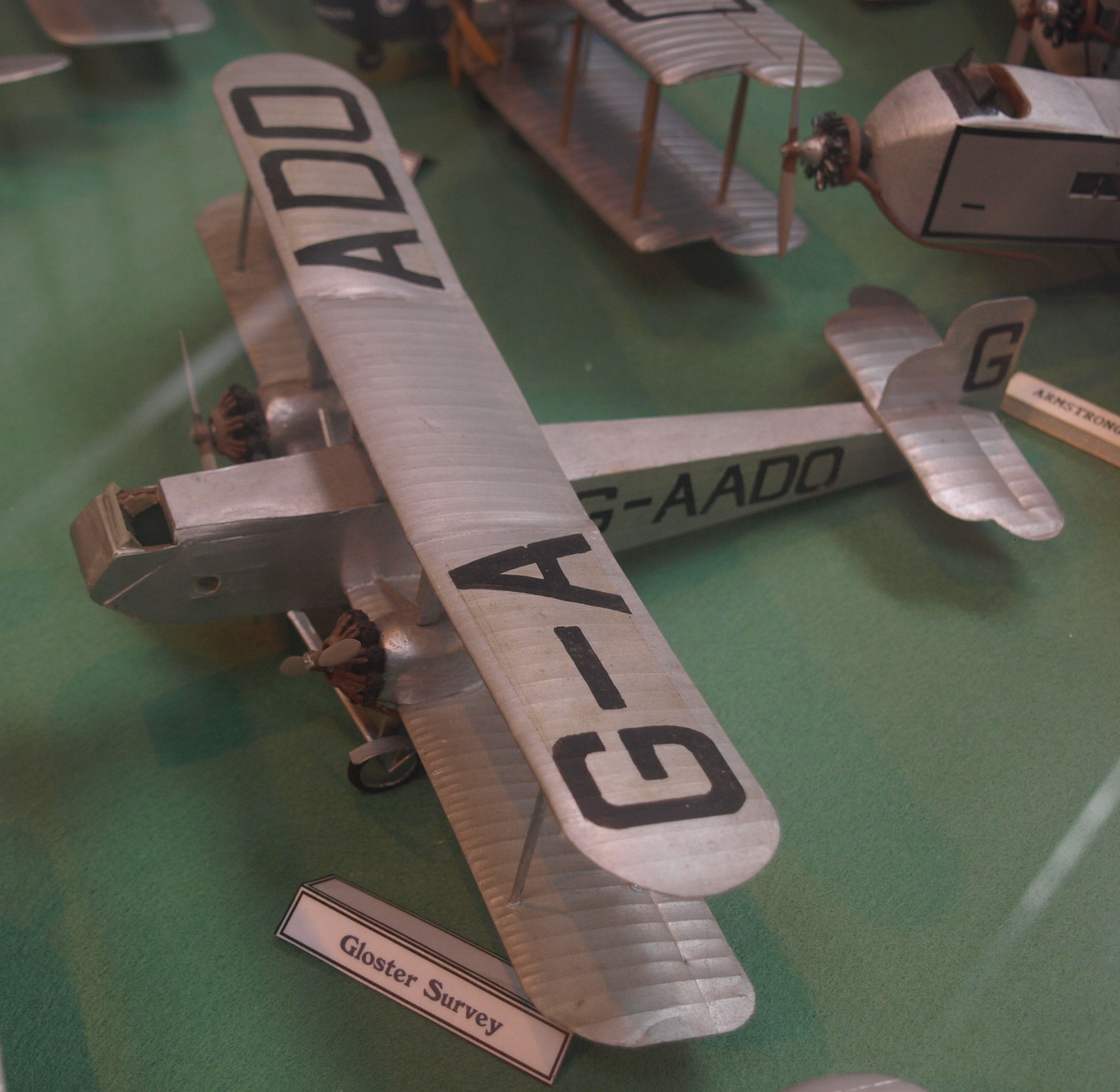
Maqueta de un Gloster Survey.

En junio de 1929, el prototipo del Survey (G-AADO) realizó su primer vuelo. Fue entregado a la Aircraft Operating Company el 25 de enero de 1930, en una ocasión patrocinada por el Secretario (Lord Thomson) y el Subsecretario del Aire. Tenía la capacidad de volar eficazmente con la potencia de un solo motor. El 20 de marzo de 1930, pilotado por Alan S. Butler, partió del aeródromo de Heston para realizar un reconocimiento de Rodesia del Norte, recorriendo las 7000 millas a una velocidad media de 128 mph. El 11 de abril de 1930 llegó a Ciudad del Cabo. Durante 1931, inspeccionó con éxito 160 000 km².  
Se utilizó para realizar estudios posteriores durante los siguientes años, y no fue necesario reemplazar ningún componente importante en 500 horas de vuelo. En marzo de 1935, fue vendido a la Fuerza Aérea Sudafricana y operó en tareas de fotografía aérea hasta que fue desguazado en Waterkloof en diciembre de 1942.
Se construyó un segundo Gloster Survey (K2602) para el Ministerio del Aire británico y, en noviembre de 1931, se entregó al Royal Aircraft Establishment en Farnborough. Se utilizó para realizar experimentos de radio y permaneció en uso hasta 1936.
Gloster recibió el interés de Egipto por una versión de reconocimiento de bombardeo y solicitó 11 000 libras por avión, pero no se realizó ningún encargo.

## Operadores
Reino Unido
- Aircraft Operating Company
- Royal Aircraft Establishment

 Sudáfrica
- Fuerza Aérea Sudafricana

## Especificaciones
Referencia datos: Gloster Aircraft since 1917

### Características generales
- Tripulación: Tres (dos pilotos y un operador de cámara)
- Carga: 880 libras de equipo de reconocimiento
- Longitud: 14,8 m (48,5 ft)
- Envergadura: 18,6 m (61 ft)
- Altura: 5,7 m (18,8 ft)
- Superficie alar: 95,3 m² (1025,8 ft²)
- Peso vacío: 2552 kg (5624,6 lb)
- Peso cargado: 3895 kg (8584,6 lb)
- Planta motriz: 2× motor radial de 9 cilindros con caja reductora refrigerado por aire Bristol Jupiter XI.
  - Potencia: 392 kW (540 HP; 533 CV) cada uno.
- Hélices: Bipala de paso fijo

### Rendimiento
- Velocidad máxima operativa (Vno): 211 km/h (131 MPH; 114 kt)
- Velocidad crucero (Vc): 177 km/h (110 MPH; 96 kt)
- Alcance: 797 km (430 nmi; 495 mi) (4,5-5,75 h)[13]
- Techo de vuelo: 6680 m (21 916 ft)

## Aeronaves relacionadas

### Secuencias de designación
- Secuencia DH._ (interna de De Havilland): ← DH.64 - DH.65 - DH.66 - DH.67 - DH.68 - DH.69 - DH.70 →
- Secuencia G._ (interna de Gloster): ← G.27 - G.28 - G.30 - AS/G.31 - G.32 - TC/G.33 - SS.34 →